# Coco Loco Padova
L'A.S.D. Coco Loco Padova è una società italiana di Wheelchair Hockey con sede a Padova, iscritta alla Federazione Italiana Wheelchair Hockey (FIWH) e militante nel campionato di Serie A1.
Sino al 2005 ha operato all'interno della U.I.L.D.M. Sezione di Padova (Unione italiana lotta alla distrofia muscolare).
Il 24 novembre 2005 si è ufficialmente costituita come associazione sportiva.

## Gli inizi
La squadra è nata nel 1992, voluta da alcuni ragazzi disabili, per lo più affetti da distrofia muscolare, dopo aver assistito a un'esibizione tra Paesi Bassi e Germania.
Nel giugno del 1994 si è svolta la prima partita amichevole tra Venezia e Padova, con il risultato di 4 a 2 a favore della formazione patavina.
Nel novembre '94 partecipa al torneo Telethon al Forum di Assago, giungendo al 3º posto.
Nel giugno '95 a Castelvetro vince un quadrangolare con le squadre di Reggio Emilia, Bologna e Bergamo.

## Il campionato italiano
Verso la fine del 1995 partecipa al primo Campionato Italiano, arrivando alla semifinale e non raggiungendo la finale solo per la differenza reti.
Nel 2º Campionato Italiano del 1996/1997 la squadra arriva ai quarti di finale, così come nel 3° (1997/1998).
Nel campionato 1998/1999 viene eliminata ai quarti di finale dagli Sharks Monza, dopo aver vinto il girone preliminare il quale comprendeva, oltre alla Coco Loco, le squadre di Venezia, Verona, Bologna, Milano e Ancona.
Nel campionato 1999/2000 viene inserita nel girone Nord-Est con Dolphins Ancona, Pantere Milano e Antal Pallavicini Bologna. Alla fine di questa stagione si qualifica ai play-off, venendo poi sconfitta dagli Sharks Monza che si aggiudicheranno lo scudetto.
Nella stagione 2000/2001 è inserita nel girone Nord con le squadre di Monza, Milano, Genova, Reggio Emilia e Verona. Non si qualifica ai Playoff, che però non si disputeranno per problemi logistici e organizzativi.
Neanche nel successivo campionato (2001/2002) si qualifica ai Playoff.
Nel campionato 2002/2003, inserita nel Girone B con Thunder Roma, Dolphins Ancona, Teste Quadre Reggio Emilia e Sharks Monza, visto la rinuncia alle fasi finali di quest'ultima, si qualifica ai Playoff quale migliore 3º del campionato. Nello spareggio per il 5º-6º posto perde per 7 a 4 ai supplementari contro il Dream Team Milano, concludedo così la stagione al 7º posto.
Nell stagione 2003/2004 la squadra conclude il Girone B al secondo posto dietro al Dream Team, che vincerà poi lo Scudetto. Ai Playoff arriva al 6º posto, disputando un'ottima gara con i Magic di Torino, poi giunti in finale, perdendo per 2 a 0, vincendo per 6 a 1 con Bologna e perdendo poi nella finale per il 5º- 6º posto contro i Dolphins Ancona.
Nel campionato 2004/2005 non si qualifica ai Playoff, arrivando quinta nel girone, così come nella stagione successiva.
Il campionato 2007/2008 si chiude con un quarto posto e quindi con l'esclusione dalle fasi finali disputate a Lignano Sabbiadoro.
Nella stagione 2008/2009 la Coco Loco si ritrova in un girone di ferro, con Ancona, Bologna e Milano. Nonostante due vittorie con Ancona e altre buone prestazioni, la squadra chiude al terzo posto, e quindi fuori dalla zona Playoff.
Nella stagione 2009/2010 la Coco Loco è inserita nel girone B, con Milano, Modena, Monza e Parma. Dopo l'iniziale sconfitta a Monza, la squadra si riprende, vincendo 6 partite consecutive prima di essere sconfitta sul campo del Milano. Questo costa il primo posto nel girone, ma non pregiudica l'accesso ai Playoff. Nella prima partita il sorteggio fa scontrare la Coco Loco con gli Skorpions Varese, campioni d'Italia. La squadra esce sconfitta per 7 a 3.
Nella partita successiva è impegnata contro il Darco Sport Albano Laziale, vice-campione d'Italia. Anche in quest'occasione la Coco Loco viene sconfitta per 6 a 4. Questo risultato porta la squadra alla finale per il settimo posto, dove piega nettamente per 11 a 5 i Blue Devils Napoli.

## La serie A
Dalla stagione 2010/2011 il Campionato Italiano viene scisso in due divisioni con promozioni e retrocessioni, la Serie A1 e la Serie A2, per dar modo alle squadre più importanti di partecipare a un campionato maggiormente competitivo.
La Coco Loco viene inserita nel Girone B con Blue Devils Genova, Rangers Bologna, Sharks Monza e Thunder Roma. La squadra conclude il girone al quarto posto, quindi fuori dalla zona Playoff, ma assicurandosi la permanenza in A1.

Nel campionato 2011/2012 la Coco Loco è inserita nel Girone A con Blue Devils Napoli, Darco Sport Albano Laziale,
Vitersport Viterbo e Thunder Roma. Si qualifica quale seconda nel proprio girone alle Finali Playoff, perdendo 3 a 1 nella finalissima valevole per l'assegnazione del titolo di Campione d'Italia con i Thunder Roma.

La stagione si conclude con la Final Four di Coppa Italia, dove la Coco Loco conquista il primo trofeo della sua storia, prima battendo in semifinale i Blue Devils Genova 8 a 4, poi imponendosi in finale sul Thunder Roma per 5 a 3.

Nella stagione 2012/2013 la Coco Loco è inserita nel Girone B con Dolphins Ancona, Magic Torino, Sharks Monza, Skorpions Varese e Tigers Bolzano. Alle finali di Lignano, si aggiudica la Supercoppa battendo la Roma. Nella finalissima del campionato, però, i romani si prendono la rivincita vincendo ai supplementari 7-5 (fino a 30" dalla fine, i padovani erano in vantaggio 4-3).
Nella stagione 2013/2014, la Coco Loco finalmente riesce a centrare l'obiettivo. Nella semifinale playoff batte l'Albalonga 5-2 e nella finalissima supera i Leoni Sicani 3-0, laureandosi per la prima volta nella sua storia Campione d'Italia.
Nella stagione successiva, 2014/2015, si conferma prendendo per il secondo titolo, battendo in finale gli Sharks Monza.
La stagione 2015/2016 è ricca di soddisfazioni. Infatti, a settembre 2015 vince la prima edizione della Champions Cup, a dicembre conquista la seconda Coppa Italia e a maggio 2016 si conferma, per la terza volta consecutiva, Campione d'Italia battendo i Black Lions Venezia.
Nella stagione 2016/2017 la squadra perde la semifinale scudetto 1-0 contro i Black Lions Venezia, ma riesce a conquistare il gradino più basso del podio battendo i Leoni Sicani per 13-1.
Nella stagione 2017/2018 la Coco Loco Padova vince la sua terza Coppa Italia consecutiva. In campionato vince la semifinale battendo gli Sharks Monza per 9-3, ma perde la finale scudetto per 3-1 contro i Black Lions Venezia aggiudicandosi il 2º posto.
Nella stagione 2018/2019 la compagine patavina vince il girone a punteggio pieno, ma cade, in semifinale, contro gli Sharks Monza perdendo 9-5. Nonostante la sconfitta la squadra riesce a conquistare il 3º posto vincendo contro i Warriors Viadana per 10-4.
Nella stagione 2019-2020 la Coco Loco inizia abbastanza bene vincendo le prime partite del campionato e perdendo ma riesce comunque a rialzarsi fino al 2020. Nel nuovo anno (2020) gioca l'ultima partita a febbraio, vincendo, ma il campionato viene prima sospeso e poi successivamente annullato nei mesi successivi (ad aprile) dalla F.I.W.H. a causa della pandemia del Covid-19.

## Atleti

### Portieri
7 - Toniolo Fabio (C)ù
22 - Schiavolin Nicola
77 - Spolaore Marco
Difensori / Stick
9 - Ostellari Francesco
11 - Toniolo Luca
13 - Tognin Emma
Attaccanti / Mazze
1 - Salvo Claudio
5 - Casagrande Stefan
10 - Ramina Mattia
30 - Rallo Nicola
58 - Matteo Pagano

## Staff tecnico
Allenatore: Eugenio Scricco
Direttore Sportivo: Roberto Toniolo

## Consiglio Direttivo
- Presidente:
- Vice-presidente:
- Segretario:
- Tesoriere:
- Direttore Sportivo:
- Altri consiglieri:

N.B.: in attesa del nuovo Direttivo che si riunirà dopo l'assemblea dei soci.

## Ufficio Stampa
- Direttore: Marco Spolaore
- Addetto Ufficio Stampa: Francesco Ostellari - A. M.